# 吉绍
吉绍（德語：Gischow，發音：[ˈɡɪʃoː]）是德国梅克伦堡-前波美拉尼亚州路德维希斯卢斯特-帕尔希姆县曾经的一个市镇，面积16.96平方千米，2017年12月31日人口为233人。2019年5月26日，吉绍并入市镇吕布茨。